# Grangärde socken
Grangärde socken ligger i Dalarna och är sedan 1971 en del av Ludvika kommun. Den motsvarar från 2016 Grangärde och Grängesbergs distrikt.
Socknens areal är 795,32 kvadratkilometer, varav 734,32 land. År 2020 fanns här 7 280 invånare. Tätorterna Grängesberg, Saxdalen, Sunnansjö och Nyhammar samt tätorten Grangärde med sockenkyrkan Grangärde kyrka ligger i socknen.  

## Administrativ historik
Grangärde socken bildades på 1300-talet under namnet Gränge socken. Ur socken utbröts Ludvika socken, först i form av ett kapellag 1642. Grangärde tillhörde Västmanlands län åren 1631-1640, ingick därefter i Säters län till 1647 då det införlivades i Kopparbergs län. 1938 överfördes några områden i socknen till Örebro län. 1 januari 1950 (enligt beslut den 18 mars 1949) överfördes områdena norr om Södra och Norra Hörken, omfattande 33,50 km² (varav 24,50 km² land) och med 606 invånare (enligt den 31 december 1949) från Ljusnarsbergs socken till Grangärde socken och Grängesbergs församling. Enligt beslut den 10 februari 1950 skulle dock överförandet i avseende på fastighetsredovisningen skjutas upp i avvaktan på avslutandet av delning av vissa fastigheter som berördes av områdesöverföringen.
Vid kommunreformen 1862 övergick socknens ansvar för de kyrkliga frågorna till Grangärde församling och för de borgerliga frågorna till Grangärde landskommun. Landskommunen uppgick 1971 i Ludvika kommun. Ur församlingen utbröts Grängesbergs församling 1904 som kapellförsamling och 1942 som fullt egen församling. Grangärde församling uppgick 2010 i Gränge-Säfsnäs församling.
1 januari 2016 inrättades distrikten Grangärde och Grängesberg, med samma omfattning som motsvarande församlingar hade 1999/2000 och fick 1904, och vari detta sockenområde ingår.
Socknen har tillhört fögderier, tingslag och domsagor enligt vad som beskrivs i artikeln Dalarna. De indelta soldaterna tillhörde Västmanlands regemente och Bergslags kompani.

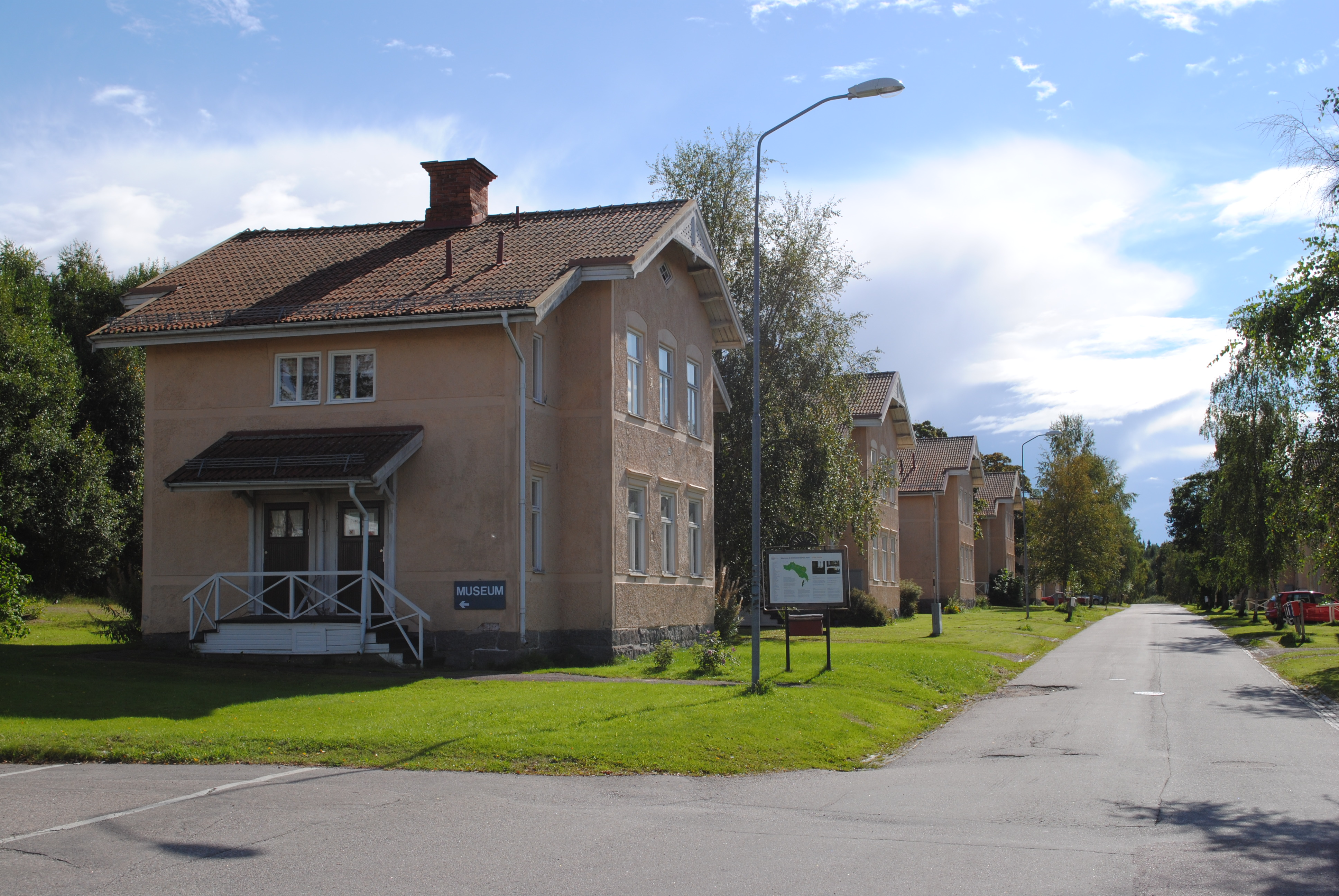
Bevarade arbetarbostäder i Grängesberg, som tillhör Grangärde socken.

## Geografi
Grangärde sockens centralbygd ligger på västra sidan av sjön Väsman och kring sjöarna Bysjön, Björken och Saxen. Socknen har odlingsbygd kring sjöarna och är i övrigt en sjörik starkt kuperad bergs- skogsbygd med höjder som i Hoberget i väster når 482 meter över havet.. I skogarna finns många fäbodar, dock ingen som är i reguljär drift idag. Framför allt i socknens västra del finns också en omfattande finnbebyggelse, Grangärde finnmark. I södra delen ligger gruv- och industrisamhället Grängesberg, med det som fram till nedläggningen 1989 var Bergslagens största järnmalmsgruva.

## Fornlämningar
Bland de fornlämningar som påträffats i socknen dominerar lämningar av bergsbruk och järnframställning. Dessutom finns bland annat ett antal stensättningar från brons- och järnålder samt en boplats på Korsnäsudden vid sjön Björken, som daterats till omkring 2000 före kristus, d.v.s. yngre stenålder.

## Namnet
Namnet (1480 Grängia) kommer från kyrkbyn vars namn i sin tur kommer från ett äldre namn på Bysjön, Gränughe, 'den graniga sjön'.

## Befolkningsutveckling
Folkmängden i Gränge-Säfsnäs församling var 8 233 år 2010.
| Befolkningsutvecklingen i Grangärde socken 1750–2020                                                                                        | Befolkningsutvecklingen i Grangärde socken 1750–2020 | Befolkningsutvecklingen i Grangärde socken 1750–2020 | Befolkningsutvecklingen i Grangärde socken 1750–2020 | Befolkningsutvecklingen i Grangärde socken 1750–2020 |
| --- | ---------------------------------------------------- | ---------------------------------------------------- | ---------------------------------------------------- | ---------------------------------------------------- |
| |                                                      |                                                      |                                                      |                                                      |
| År |                                                      |                                                      | Folkmängd                                            |                                                      |
| 1750 | 1750                                                 |                                                      | 4 576                                                |                                                      |
| 1760 | 1760                                                 |                                                      | 5 138                                                |                                                      |
| 1766 | 1766                                                 |                                                      | 5 339                                                |                                                      |
| 1780 | 1780                                                 |                                                      | 6 192                                                |                                                      |
| 1790 | 1790                                                 |                                                      | 5 812                                                |                                                      |
| 1800 | 1800                                                 |                                                      | 6 245                                                |                                                      |
| 1810 | 1810                                                 |                                                      | 4 492                                                |                                                      |
| 1820 | 1820                                                 |                                                      | 4 501                                                |                                                      |
| 1830 | 1830                                                 |                                                      | 5 362                                                |                                                      |
| 1840 | 1840                                                 |                                                      | 5 877                                                |                                                      |
| 1850 | 1850                                                 |                                                      | 6 624                                                |                                                      |
| 1860 | 1860                                                 |                                                      | 7 452                                                |                                                      |
| 1870 | 1870                                                 |                                                      | 7 753                                                |                                                      |
| 1880 | 1880                                                 |                                                      | 8 116                                                |                                                      |
| 1890 | 1890                                                 |                                                      | 8 166                                                |                                                      |
| 1900 | 1900                                                 |                                                      | 10 462                                               |                                                      |
| 1910 | 1910                                                 |                                                      | 11 431                                               |                                                      |
| 1920 | 1920                                                 |                                                      | 12 127                                               |                                                      |
| 1930 | 1930                                                 |                                                      | 11 969                                               |                                                      |
| 1940 | 1940                                                 |                                                      | 10 861                                               |                                                      |
| 1950 | 1950                                                 |                                                      | 11 355                                               |                                                      |
| 1960 | 1960                                                 |                                                      | 11 658                                               |                                                      |
| 1970 | 1970                                                 |                                                      | 10 152                                               |                                                      |
| 1980 | 1980                                                 |                                                      | 9 686                                                |                                                      |
| 1990 | 1990                                                 |                                                      | 8 903                                                |                                                      |
| 2020 | 2020                                                 |                                                      | 7 280                                                |                                                      |
| Anm: Källor: Umeå universitet - Tabellverket 1749-1859, Folkmängden per distrikt, landskap, landsdel eller riket efter kön. År 2015 - 2022. |                                                      |                                                      |                                                      |                                                      |

## Kända personer från bygden
- Dan Andersson
- Arne Geijer
- Carl Ludvig Granlund
- Peter Tägtgren
- Olle Svensson